# Carl Hansen Ostenfeld
 (octobre 2015).
Si vous disposez d'ouvrages ou d'articles de référence ou si vous connaissez des sites web de qualité traitant du thème abordé ici, merci de compléter l'article en donnant les références utiles à sa vérifiabilité et en les liant à la section « Notes et références ».
Carl Emil Hansen Ostenfeld (né le 3 août 1873 à Randers, mort le 16 janvier 1931 à Copenhague) est un botaniste danois surtout connu au Danemark pour ses travaux sur la flore danoise.
Il étudie la botanique à l'Université de Copenhague avec Eugenius Warming. De 1900 à 1918, il est le conservateur du Muséum d'histoire naturelle du Danemark. Puis, il devient professeur de l'Université des Sciences de Copenhague (1918-1923). Enfin, il termine sa carrière comme directeur du Jardin botanique de Copenhague (1923-1931).
Il reçoit le Prix Desmazières de l'Académie des sciences en 1917.